# Дрізд острівний
Дрізд острівний(Turdus olivaceofuscus) — вид горобцеподібних птахів родини дроздових (Turdidae). Ендемік острова Сан-Томе біля узбережжя Західної Африки. Трапляється в більшості середовищ існування з деревним покривом.

## Опис
Turdus olivaceofuscus вирізняється сірувато-коричневим і білим крапчастим забарвленням. Кольори змінюються залежно від віку тварини, як правило, воно буде мати біле забарвлення по всьому тілу з маленькими чорними цятками, а в міру дорослішання верхня частина його тіла стає сіро-коричневою. Він має крила, які виділяються порівняно з рештою тіла. Маса тіла зазвичай у межах 106—134 г у самців і 106—140 г у самиць; довжина тіла 26—28 см; розмах крил 42—47 см.

## Спосіб життя
Вид мешкає в первинних і вторинних лісах на висоті до 2024 м. Він віддає перевагу низовинам, а також займає плантації какао з затіненими деревами Erythrina, фруктові сади та кавові плантації, а також сухі ліси в савані та хмарних лісах. Однак на плантаціях він менш поширений, ніж у лісі. Харчується безхребетними і фруктами. Розмноження відбувається з кінця липня по січень, з піком між жовтнем і груднем. Гніздо являє собою об'ємну чашу змішаної сухої рослинної речовини та бруду, зазвичай розташовану на 0,5—4 м над землею серед густої рослинності. У кладці два яйця.